# Halde Sachsen

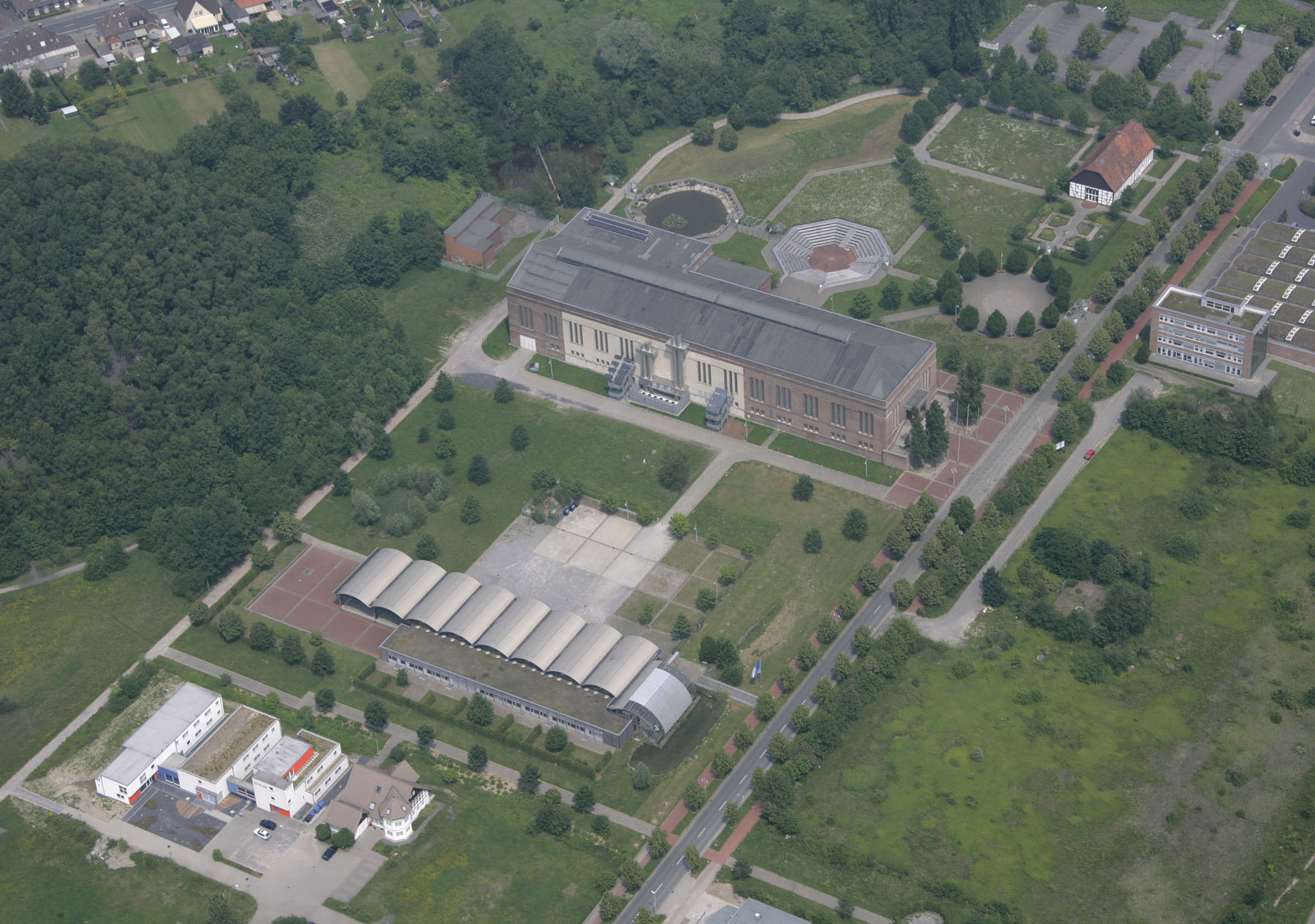
Öko-Zentrum NRW, Mitte links die bewaldete alte Halde

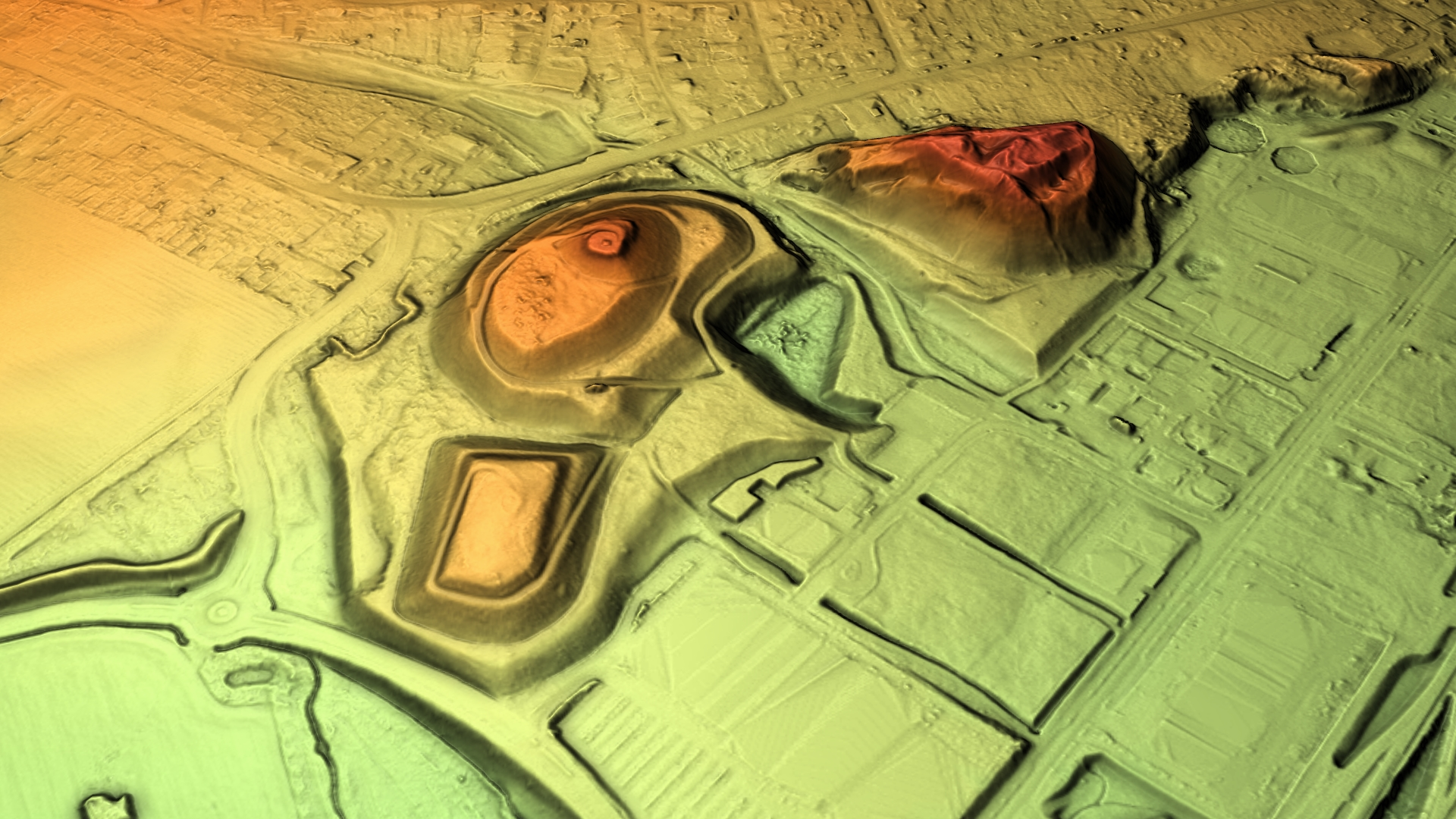
3D-Ansicht des digitalen Geländemodells

Die Halde Sachsen liegt nahe der Zeche Sachsen in Heessen. Mit ihren drei Gipfeln stellt sie eine Haldenlandschaft dar.
Die Zeche Sachsen wurde von 1912 bis 1976 betrieben, das dort geförderte taube Gestein auf der nahegelegenen Bergehalde aufgeschüttet. Dieser alte Teil stellt den östlichsten Gipfel der Haldenlandschaft dar.
Das Zechengelände selbst wurde während der IBA Emscherpark zum Öko-Zentrum NRW umgestaltet. 2000 erwarb dann der Regionalverband Ruhr (RVR) die direkt benachbarte, 16,5 Hektar große Haldenlandschaft und gestaltete sie gemäß dem Motto des Gewerbegebietes „Arbeiten im Park“. Der Natur wurde sanft wieder Raum gegeben, dabei Relikte der ehemaligen Zeche als Biotope integriert, wie zum Beispiel die Kühlturmfundamente als Regenrückhaltebecken. Als Naherholungsgebiet bietet die Halde einen Grillplatz, viele Wander- und Radfahrwege, Ruhebänke sowie ein Areal für Mountainbiker. Der RVR Ruhr Grün bietet Führungen, Industrienatur-Exkursionen und auch Mondscheinwanderungen auf der Halde Sachsen an.

## Drei Haldengipfel

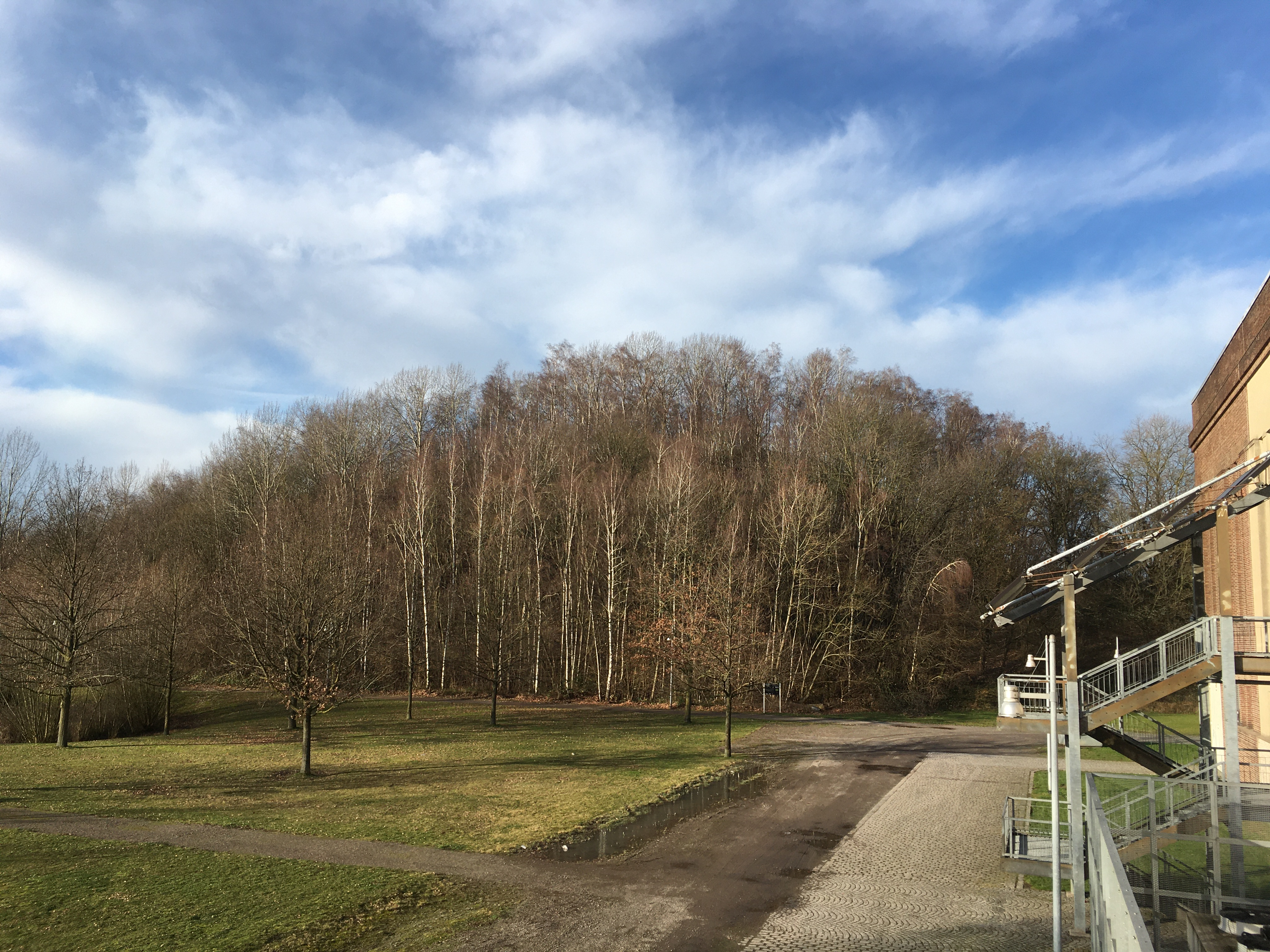
Halde Sachsen

Östlich liegt die bewaldete Alte Halde, die ihre Umgebung um 32 Meter übersteigt (105 Meter über NN) und der höchste der drei Gipfel ist. Am Fuß der Halde ist noch der Abraum aus dunklem, groben Schieferton sichtbar, obendrauf ist sie ein dichter Birkenwald. An diesem Kegelberg wurden Steintreppen installiert, neben denen der Mountainbike-Trail verläuft.
Westlich liegt die Panoramahalde, auch „Heessens Dachstübchen“ genannt, die unbewaldet ist und einen spiralförmigen Aufstiegsweg hat. Von ihr hat man einen unverbauten Ausblick auf die nähere Umgebung, sie ist allerdings nur 15 Meter hoch (83,5 Meter über NN). Sie besteht größtenteils aus dem Bauschutt der ehemaligen Zechengebäude. Der Heimatverein Heessen hat hier vier Obelisken aufgestellt, die über Objekte in der näheren Umgebung Auskunft geben. Im Kulturhauptstadtjahr Ruhr.2010 wurde in der Hammer Local Hero-Woche vom Verein Sachsen-Kreuz ein acht Meter hohes Stahlkreuz, das „Sachsenkreuz“ auf dem Gipfel aufgestellt.
Zwischen den beiden liegt die Windzeigerhalde, knapp 25 Meter über Umgebungsniveau (92,5 Meter über NN). Oben ist auf dem Fundament eines alten Windrades die Skulptur „Windzeiger – Haldenblick“ des Künstlers Jens J. Meyer aus Essen montiert. Auf dem 15 Meter hohen Mast dreht sich der 20 Meter lange, auf einer Seite mit weißen Tuch ausgestattete Zeiger in die vorherrschende Windrichtung. Nachdem der Baumbestand hier lange Jahre wachsen konnte erfüllt die Skulptur die Funktion einer Landmarke nicht mehr.